# Stefanie Gottschlich
Stefanie Gottschlich, född den 5 augusti 1978 i Wolfsburg i Tyskland, är en tysk fotbollsspelare. Vid fotbollsturneringen under OS 2000 i Sydney deltog hon i det tyska lag som tog brons. 